# Marc Overmars
Marc Overmars (* 29. března 1973 Emst) je bývalý nizozemský profesionální fotbalista, který hrával na pozici křídelníka, a fotbalový funkcionář, který je od března 2022 technickým ředitelem belgického klubu Royal Antwerp FC. Svou hráčskou kariéru ukončil v roce 2009 v dresu nizozemského klubu Go Ahead Eagles. Mezi lety 1993 a 2004 odehrál také 86 utkání v dresu nizozemské reprezentace, v nichž vstřelil 17 branek. S nizozemským národním týmem si zahrál na mistrovství světa 1994, 1998 a na EURO 2000 a 2004.
V roce 2012 byl Overmars jmenován fotbalovým ředitelem Ajaxu. V únoru 2022 z této funkce odešel po "sérii nevhodných zpráv několika kolegyním", jak uvádí oficiální prohlášení klubu. V březnu 2022 byl představen jako ředitel fotbalového klubu Royal Antwerp FC.

## Klubová kariéra

### Začátky
Marc Overmars začínal se svojí kariérou v malém nizozemském týmu SV Epe, odkud v roce 1990 zamířil do svého prvního profesionálního angažmá, do týmu Go Ahead Eagles. Zde strávil jednu sezonu po níž přestoupil za 200 000 liber do Tilburgu, kde také zůstal jen jednu sezonu. Po ní zamířil do nizozemského velkoklubu Ajaxu Amsterdam.

### Ajax
Zde se Overmars stal jedním z nejlepších hráčů fotbalové Evropy a pod vedením Louise van Gaala vyhrál s týmem v roce 1995 Ligu Mistrů, když ve finále Ajax zdolal AC Milán. V dalším vzestupu ho však zbrzdilo vážné zranění pravého kolene, které ho vyřadilo i z Mistrovství Evropy 1996.

### Arsenal
I přes častá zranění si ho v létě 1997 vyhlédl manažer Arsene Wenger a přivedl ho do Arsenalu za částku 5,5 milionu liber.
Ihned ve své první sezoně v dresu kanonýrů vyhrál vysoce ceněný double, když Arsenal vyhrál jak Premier League tak i FA Cup. Během tří sezon, které strávil na severu Londýna, odehrál 101 ligových zápasů v nichž vstřelil 25 branek.

### Barcelona
V létě 2000 zamířil do Barcelony za rekordních 25 milionů liber, což z něj udělalo nejdražšího nizozemského fotbalistu všech dob. I když měl velmi těžkou první sezonu, odehrál za klub 31 ligových utkání s osmi vstřelenými brankami.
Kariéru zakončil v roce 2004 po čtyřech sezonách strávených na Nou Campu. s Barcelonou již žádnou trofej do své sbírky nezískal.

### Návrat do Go Ahead Eagles
Po skončení kariéry se vrátil do svého prvního týmu Go Ahead Eagles, kde působil jako technický manažer. V roce 2008 šokoval fotbalový svět, když oznámil svůj návrat na trávníky v dresu druholigového Go Ahead Eagles. Overmars s týmem po většinu času pouze trénoval a starty si připisoval hlavně jako střídající hráč. Jeho pravé koleno, které přispělo k ukončení jeho kariéry v roce 2004, ho stále trápilo a nedovolilo mu hrát více. Po skončení sezony definitivně ukončil svoji fotbalovou kariéru.

## Trofeje

### Klubové

#### Ajax
- Eredivisie: 1993/94, 1994/95, 1995/96
- nizozemský fotbalový pohár:1992/93
- Johan Cruijff Shield: 1993, 1994
- Liga mistrů UEFA:1995
- Superpohár UEFA: 1995
- Interkontinentální pohár:1995

#### Arsenal
- Premier League: 1997/98
- FA Cup: 1998
- FA Charity Shield: 1998